# Малкълм I
Малкълм I (на шотландски келтски: Máel Coluim An Bodhbhdercc, на английски: Malcolm I; * 943; † 954) е крал на Шотландия.
Син е на крал Доналд II (889 – 890). Наследява братовчед си крал Константин II (904 – 943), който абдикира след неуспешната битка за Нортъмбрия и плячкосването на Кралство Стратклайд от Ателстън (Æthelstan), оттеглил се в манастир и умрял.
Когато Малкълм идва на власт, той е възрастен мъж. Завзема Лодиян, но не може да премине река Туийд. Така осигурява господство над остатъците от британското Кралство Стратклайд. Той е третият в семейството, който умира от насилствена смърт след баща си Доналд II и дядо си Константин I. Английският крал Едмънд I, който през 945 превзема Къмбрия и прогонва викинга Олаф Сихтрикссон (Óláfr Sigtryggsson), влиза в съюз с Малкълм I и го признава за крал на Шотландия.